# 盾座苣苔属
盾座苣苔属（学名：Epithema）是苦苣苔科下的一个属，为柔弱、多汁草本植物。该属共有约10种，分布于印度、马来西亚和热带非洲。